# El Longitudinal
El Longitudinal fue un periódico chileno, de carácter regional, editado e impreso en la ciudad de Coquimbo. Fue uno de los diarios locales más leídos en la zona para su época, haciendo eco de las necesidades de la población coquimbana.

## Historia
El diario El Longitudinal fue fundado el día 7 de abril de 1914, cuando Europa estaba a las puertas del inicio de la Primera Guerra Mundial. Su primer director fue don Juan Barrera Cortés. Desde sus inicios, el diario se declaró independiente y bien informado, con todas las novedades locales, y sin abanderamiento político.
Su primer cronista, don Florencio Pavez Rojas, pasó a ocupar el cargo de director en los primeros días de 1916, por haberse retirado el señor Barrera. Con el paso de los años, de un modesto tiraje de 300 ejemplares en su primer año de vida, El Longitudinal llegó a imprimir cerca de 2000 periódicos por día, lo que demuestra la gran aceptación que tuvo en el público coquimbano.
Colaboraban en las tareas del diario, con relativa frecuencia, entre otros, los señores Daniel González Dávila (quien poseía el seudónimo de "Clarín de Guerra"), David Rojas González, Guillermo Rencoret Bezanilla, Federico Smith, "Gonzalo Jarquez Erie" (seudónimo de Edmundo Jorquera), Alfredo Vega V., Tomás Ernesto Véliz Jeraldo, Hernando Allard Píderit, Carlos Ahumada ("Punto de Mira"), Pedro Pavez Rojas ("Polígono"), y Armando Araya M., los 6 últimos llevando las noticias del día.
El administrador del diario era don Luis Rivera Esquivel, mientras que el propietario del diario, para 1919, era el señor Enrique Delpiano, a quien se le debe la confianza que depositaron en su medio las casas comerciales de la época, para realizar su publicidad. El 12 de julio de 1920 Wenceslao Vergara Álvarez asumió la dirección del periódico, y desde el 10 de agosto del mismo año trasladó su hora de publicación desde las tardes hacia las mañanas.
La última edición de El Longitudinal fue la número 3020 del 5 de noviembre de 1921, con la cual finalizaron más de 7 años de historia en el periodismo local. En las semanas anteriores a su cierre, las oficinas y talleres del periódico, ubicados en Garriga 345, habían sido asaltadas y atacadas en varias ocasiones desde el 2 de octubre, y con su ataque más grave el 3 de noviembre, cuando se hizo detonar un cartucho de dinamita en el interior del taller, dejando daños de consideración.
Los archivos de El Longitudinal que se encontraban en la Biblioteca Pública Municipal de Coquimbo resultaron destruidos producto del tsunami generado tras el terremoto del 16 de septiembre de 2015. Debido a esto, la Biblioteca Nacional de Chile digitalizó completamente la colección existente en sus archivos y la publicó en internet en julio de 2016.